# Pour la Vallée d'Aoste
Pour la Vallée d'Aoste (PVdA) était un parti politique italien d'orientation social-libérale et de gauche chrétienne actif en Vallée d'Aoste.

## Historique
Il fut fondé en 1993 par César Dujany, l'ancien chef des Démocrates populaires et Ilario Lanivi, chef des Autonomistes indépendants. Aux élections régionales de 1993, le parti obtint 4.3 % des voix et deux conseillers régionaux. En 1998, PVdA fusionna au sein des Autonomistes.
Aux élections générales de 1994, Dujany fut réélu au Sénat italien sur une liste commune avec l'Union valdôtaine.

## Sources
- (ca) Cet article est partiellement ou en totalité issu de l’article de Wikipédia en catalan intitulé « Per la Vall d'Aosta » (voir la liste des auteurs).